# Helichrysum indicum
Helichrysum indicum là một loài thực vật có hoa trong họ Cúc. Loài này được (L.) Grierson mô tả khoa học đầu tiên năm 1971.